# Mycerinodes uluguruensis
Mycerinodes uluguruensis là một loài bọ cánh cứng trong họ Cerambycidae.